# Ivan Domac
Ivan Domac (Slavonski Brod, 1904. – Privlaka kraj Vinkovaca, 1932.), hrvatski slikar.

## Životopis
Rodio se 1904. g. u Slavonskom Brodu, a djetinjstvo i posljednje dane života proveo je u Privlaci kraj Vinkovaca. Ivan Domac je značajni predstavnik hrvatskog intimizma. Akademiju likovnih umjetnosti završio je 1932. g. u klasi profesora Marina Tartaglie.
Njegov naziv nosi ekonomska i trgovačka škola Ivana Domca, u Vinkovcima